# RCHRA
El Regional Council on Human Rights in Asia ( RCHRA ) es una organización del sudeste asiático que firma y ejecuta una declaración básica de derechos humanos en Asia. Redactó la primera declaración más antigua de Asia. 

## Declaración de los deberes básicos de los pueblos y gobiernos de la ASEAN
La RCHRA fue fundada el 18 de febrero de 1982 en Manila por el senador José W. Diokno, el juez asociado de la Corte Suprema J.B.L. Reyes, el expresidente del Tribunal Supremo Roberto Concepción, el joven asistente legal Arno V. Sanidad y otros defensores incondicionales de los derechos humanos de Tailandia, Indonesia, Singapur y Malasia. El 9 de diciembre de 1983 por José Diokno, abogados de derechos humanos representantes de Filipinas, Tailandia e Indonesia se reunieron en Manila para firmar la primera declaración de derechos humanos para la región del Sudeste Asiático. El objetivo del consejo era fomentar la ratificación de esta declaración y de los pactos internacionales de derechos humanos, así como ayudar a los oprimidos mediante la reparación de las violaciones de derechos humanos en diversos tribunales internacionales y nacionales. 
El artículo I se centra en el Pacto Internacional de Derechos Civiles y Políticos y analiza sus principios básicos. También fue uno de los primeros instrumentos en abordar la comunicación de masas a través del Artículo VII. 

Los artículos IX a XI se centran en las dictaduras y en cómo deslegitimarlas y remediar las violaciones de derechos humanos mediante la tortura gubernamental.
La declaración también ofrece otras ideas novedosas, como su referencia directa a las responsabilidades y obligaciones colectivas del gobierno. El tono es más específico sobre litigios y desafiante hacia los gobiernos en dificultades, pero basa brevemente sus disposiciones en debates sobre principios tradicionales de derechos civiles. 

## Lectura adicional
- Alfreðsson, Guðmundur S. (1995). On the Eve of Dictatorship and Revolution. Martinus Nijhoff Publishers. ISBN 978-9-041-10094-8.
- Welch, Claude (2021). Asian Perspectives On Human Rights. Taylor & Francis. ISBN 978-0-429-71032-2.